# تشوي يونج جون
تشوي يونج جون (بالكورية: 최용건) (بالهانجا: 崔庸健) (مواليد 21 يونيو 1900 – وفيات 19 سبتمبر 1976) كان القائد الأعلى للجيش الشعبي الكوري من 1948 إلى 1950، ووزير دفاع كوريا الشمالية من 1948 إلى 1957، ورئيس اللجنة الدائمة لمجلس الشعب الأعلى لجمهورية كوريا الشعبية الديمقراطية. مجلس الشعب الأعلى لكوريا الشمالية من 1957 إلى 1972.

## النشأة والتعليم
وُلد تشوي في مقاطعة تايتشون في شمال بيونغان، كوريا، في عام 1900. تلقى تعليمه في أكاديميتين عسكريتين.

## مسيرته
كان أول تعيين عسكري لتشوي هو محاربة البعثة الشمالية الصينية عام 1927. كما شارك في أعمال الشغب الشيوعية في كانتون في ديسمبر في وقت لاحق من ذلك العام. انتقل إلى منشوريا لتشكيل منظمة حرب العصابات ومدرسة الأكاديمية العسكرية لتدريب جيش حرب العصابات المناهض لليابان. انضم تشوي إلى الحزب الشيوعي الصيني والجيش الشمالي الشرقي المناهض لليابان في عام 1936.
قاد وحدة حرب العصابات ضد اليابانيين بعد أن احتلوا منشوريا ( مانشوكو ) في سبتمبر 1931. في عام 1940، فر تشوي وقواته إلى الحدود السوفيتية المنشورية في الاتحاد السوفيتي وشارك مع اللواء 88 المستقل للجيش السوفيتي.
في عام 1945، عاد إلى كوريا بعد هزيمة اليابان في الحرب العالمية الثانية.
في عام 1946، أصبح رئيسًا للحزب الديمقراطي الكوري (KDP) وقاد هذه المنظمة إلى مسار مؤيد للشيوعية. ومع ذلك، كان في الوقت نفسه، بالسر عضوا في حزب العمال الحاكم في كوريا ومكلف بمنع الحزب الديمقراطي الكوري من أن يصبح قوة سياسية مستقلة. بعد ذلك، حصل على المزيد من الترقيات وبحلول فبراير 1948، تم تعيينه القائد الأعلى للجيش الشعبي الكوري. عندما تأسست جمهورية كوريا الديمقراطية الشعبية في بيونغ يانغ في 9 سبتمبر 1948، تم تعيينه وزيراً للأمن القومي. كان في الواقع القائد الميداني الأقدم لجميع جيوش كوريا الشمالية خلال الحرب الكورية، منذ الغزو الأول لكوريا الجنوبية في يونيو 1950 حتى توقيع اتفاقية الهدنة الكورية في يوليو 1953.
في عام 1953، تمت ترقية تشوي إلى نائب مارشال وعُين وزير الدفاع. في سبتمبر 1957، تم عزله من منصبه كوزير للدفاع وجعل رئيس هيئة رئاسة مجلس الشعب الأعلى، منصبًا شرفيًا إلى حد كبير. في هذا المنصب، كان الرئيس الاسمي لكوريا الشمالية. عيّنه مجلس الشعب الأعلى نائباً للرئيس عام 1972 وترك منصبه عام 1974   وتوفي في بيونغ يانغ عام 1976.  بعد وفاته أقيمت له جنازة رسمية. 

## الحياة الشخصية
في مذكراته، قال هوانغ جانغ يوب، الرئيس السابق لمجلس الشعب الأعلى الذي هرب إلى كوريا الجنوبية، إن تشوي اشتهر بكونه صعبًا للغاية على إقامة علاقات وثيقة معه، لكنه في الواقع لم يكن صارمًا إلى هذا الحد.
في عام 1970 كانت هناك تقارير عن تدهور صحته، وبعد حضوره في نوفمبر المؤتمر الخامس لحزب العمال واحتفاظه بمنصب نائب المشير، غادر للعلاج في جمهورية ألمانيا الديمقراطية.